# Marquisat de Berg-op-Zoom
1533–1795
Le marquisat de Berg-op-Zoom ou de Bergues-sur-le-Zon (en néerlandais : Markiezaat van Bergen op Zoom) est un ancien marquisat qui dépendait du duché de Brabant puis du Brabant des États. Sa capitale était Berg-op-Zoom.

## Territoire
Le marquisat comprenait :
- la ville de Berg op Zoom ;
- les trois bailliages de Halsteren, Fijnaart et Standdaarbuiten ;
- les quartiers du sud, de l'est et de l'ouest.

## Histoire
Depuis dix mille ans, la région faisait partie de la vallée de la rivière l'Escaut. À ce moment, le mur du Brabant se forme en donnant une transition abrupte entre les sols sableux et argileux. Ce n'est que depuis le VIIIe siècle que l'Escaut relie cette région à la mer. L'Escaut oriental a imposé l'influence des marée.
Berg-op-Zoom est un lieu protégé dès le XIIIe siècle. Mais la mer terre reprend le dessus lors de l'Inondation de la Saint-Félix en 1530 le village est anéanti. Seule une ferme appelée Hildernisse contre la Wal Brabant est restée debout, elle sera au moment de la fermeture de la partie orientale de l'Escaut oriental en 1983, la seule ferme soumise à la marée aux Pays-Bas.
Le marquisat de Bergen op Zoom prend fin en 1795 et en 1801, elle est achetée par la République batave. Au paragraphe 2 du recès de la Diète d'Empire de 1803, le marquis de Bergen op Zoom est mentionné dans la liste des régions abandonnées par l'électeur de Bavière.
La région faisait partie de l'Escaut oriental, bras de mer soumis à marée; dans le cadre du Plan Delta il a été fermé par le markiezaatskade en 1983, c'est devenu depuis un lac d'eau douce le Markiezaatsmeer.

## Sources
- Jean Alexandre C. Buchon, « Choix de chroniques et mémoires sur l'histoire », sur books.google.be, 1838 (consulté le 23 février 2021).